# Harold Camping
Harold Egbert Camping (ur. 19 lipca 1921 w Boulder, zm. 15 grudnia 2013 w Alameda) – amerykański biznesmen i pisarz chrześcijański, właściciel radiostacji o profilu religijnym, Family Radio. Sławę przyniosły mu błędne przewidywania daty końca świata.
Pierwszą datę końca świata wyznaczył na 21 maja 1988, następnie 7 września 1994, kolejną na 21 maja 2011. Ostatnia obowiązująca data to 21 października 2011 o godzinie 18:00 każdego lokalnego czasu.
Zgodnie z poglądami Campinga, Bóg stworzył świat w roku 11013 p.n.e., po czym zesłał potop w roku 4990 p.n.e. Swoje kalkulacje opierał na informacjach zawartych w Biblii oraz na cyklach w kalendarzach hebrajskim, księżycowym i gregoriańskim.
Po tym, jak 21 maja 2011 r. minął bez „dnia sądu” stwierdził, że w tym dniu miał miejsce „sąd duchowy”, a właściwy koniec świata ma mieć miejsce 21 października tego samego roku. Według wcześniejszej wersji w maju miał nastąpić sąd i wniebowzięcie (ang. Rapture) ok. 200 milionów ludzi, a 21 października zniszczenie Ziemi i wszystkich ludzi, którzy nie zostali zbawieni. Po nastaniu tej daty Camping wraz z współpracownikami przestali odbierać telefony i unikali mediów.
Camping na kampanię informującą o końcu świata wydał ponad 100 milionów dolarów. Pieniądze pochodziły głównie z dochodów z działalności radia oraz datków wiernych. Niektórzy z nich odeszli z pracy i oddali oszczędności w oczekiwaniu na koniec świata. Camping zapowiedział, że nie będzie zwracał pieniędzy.
9 czerwca 2011 Harold Camping trafił do szpitala z objawami udaru mózgu.
Camping za swoje wyliczenia dat końca świata otrzymał Antynobla z dziedziny matematyki.